# Jerry Lawson (kỹ sư)
Gerald Anderson Lawson (1 tháng 12 năm 1940 – 9 tháng 4 năm 2011) là một kỹ sư điện tử người Mỹ gốc Phi. Ông được biết đến với công việc thiết kế máy chơi trò chơi điện tử video Fairchild Channel F cũng như lãnh đạo nhóm đi tiên phong trong việc thiết kế hộp ROM. Do đó, ông được mệnh danh là "cha đẻ của hộp ROM" theo tạp chí Black Enterprise vào năm 1982. Cuối cùng, ông rời Fairchild và thành lập công ty trò chơi Video-Soft. Ông được Hiệp hội các nhà phát triển trò chơi quốc tế (IGDA) vinh danh là người tiên phong trong lĩnh vực trò chơi điện tử.

## Đầu đời
Lawson sinh ngày 1 tháng 12 năm 1940 ở Brooklyn, Thành phố New York. Cha của ông, Blanton, là một công nhân bốc vác lâu năm quan tâm đến khoa học, trong khi mẹ của ông, Mannings, làm việc trong thành phố, và cũng phục vụ trong Hội Phụ huynh và Giáo viên cho trường ở địa phương. Ông nội của ông đã nghiên cứu vật lý nhưng không thể đạt được sự nghiệp trong vật lý, thay vào đó ông ấy đã làm việc như một postmaster. Cha mẹ ông đảm bảo ông sẽ nhận được một nền giáo dục tốt và khuyến khích sở thích khoa học, bao gồm cả phát thanh nghiệp dư và hóa học. Ngoài ra, Lawson nói rằng giáo viên lớp một của ông đã khuyến khích ông trên con đường trở thành một người có ảnh hưởng, tương tự như George Washington Carver. Ông sống ở Queens khi còn là một thiếu niên và kiếm tiền bằng cách sửa chữa tivi. Ở tuổi 13, ông đã có được giấy phép phát thanh nghiệp dư và sau đó xây dựng đài của riêng mình tại nhà với các bộ phận được mua từ các cửa hàng điện tử ở địa phương và các bộ phận tái chế. Anh theo học cả Queens College và City College of New York, nhưng không hoàn thành bằng cấp nào cả.

## Qua đời
Khoảng năm 2003, Lawson bắt đầu bị biến chứng do bệnh tiểu đường, bị liệt một chân và thị lực của một bên mắt. Vào ngày 9 tháng 4 năm 2011, khoảng một tháng sau khi được IGDA vinh danh, ông qua đời vì biến chứng của bệnh tiểu đường. Vào thời điểm ông qua đời, ông cư trú tại Santa Clara, California cùng với vợ, hai con và anh trai của ông.